# Storyteller - The Complete Anthology: 1964-1990
Storyteller - The Complete Anthology: 1964-1990 è il quinto album raccolta di Rod Stewart, pubblicato nel 1989 dalla Warner Bros.
È suddiviso in quattro LP, ed è stato ristampato in CD nel 2009.

## Tracce
Disco 1 (1964-1971)
1. Good Morning Little Schoolgirl – 2:06
2. Can I Get a Witness? – 3:34
3. Shake – 2:48
4. So Much to Say – 3:13
5. Little Miss Understood – 3:37
6. I've Been Drinking – 3:17
7. I Ain't Superstitious – 4:53
8. Shapes of Things – 3:18
9. In a Broken Dream – 3:39
10. Street Fighting Man – 5:05
11. Handbags and Gladrags – 4:23
12. Gasoline Alley – 4:02
13. Cut Across Shorty – 6:31
14. Country Comforts – 4:43
15. It's All Over Now – 6:22
16. Sweet Lady Mary – 5:48
17. Had Me a Real Good Time – 5:54

Disco 2 (1971-1976)
1. Maggie May – 5:45
2. Mandolin Wind – 5:30
3. (I Know) I'm Losing You – 5:22
4. Reason to Believe – 4:07
5. Every Picture Tells a Story – 5:58
6. Stay With Me – 4:37
7. True Blue – 3:33
8. Angel – 4:04
9. You Wear it Well – 5:02
10. I'd Rather Go Blind – 3:53
11. Twistin' the Night Away – 3:14
12. What's Made Milwaukee Famous (Has Made a Loser Out of Me) – 2:52
13. Oh! No Not My Baby – 3:38
14. Pinball Wizard – 3:40
15. Sweet Little Rock 'N Roller – 3:46
16. Let Me Be Your Car – 4:58
17. You Can Make Me Dance, Sing or Anything – 4:23

Disco 3 (1975-1981)
1. Sailing – 4:38
2. I Don't Want to Talk About It – 4:49
3. Stone Cold Sober – 4:12
4. To Love Somebody – 4:30
5. Tonight's the Night (Gonna Be Alright) – 3:54
6. The First Cut Is the Deepest – 4:26
7. The Killing of Georgie (Part I and II) – 6:31
8. Get Back – 4:24
9. Hot Legs – 5:11
10. I Was Only Joking – 6:02
11. You're in My Heart (The Final Acclaim) – 4:28
12. Da Ya Think I'm Sexy? – 5:28
13. Passion – 5:30
14. Oh God, I Wish I Was Home Tonight – 5:01
15. Tonight I'm Yours (Don't Hurt Me) – 4:10

Disco 4 (1981-1989)
1. Young Turks – 5:01
2. Baby Jane – 4:43
3. What Am I Gonna Do (I'm so in Love With You) – 4:17
4. People Get Ready – 4:52
5. Some Guys Have All the Luck – 4:32
6. Infatuation – 5:12
7. Love Touch – 4:03
8. Every Beat of My Heart – 5:18
9. Lost in You – 4:57
10. My Heart Can't Tell You No – 5:11
11. Dynamite – 4:15
12. Crazy About Her – 4:54
13. Forever Young – 4:03
14. I Don't Want to Talk About It – 4:52
15. This Old Heart of Mine (Is Weak for You) – 4:12
16. Downtown Train – 4:39

## Classifiche
| Classifica (1990) | Posizione massima |
| ----------------- | ----------------- |
| Canada            | 21                |
| Stati Uniti       | 54                |
| Classifica (2012) | Posizione massima |
| Australia         | 5                 |
| Nuova Zelanda     | 1                 |
| Classifica (2015) | Posizione massima |
| Regno Unito       | 23                |